# Гайсинский округ
Гайсинский округ (укр. Гайсинська округа) — единица административного деления Подольской губернии Украинской ССР, существовавшая с марта 1923 по июнь 1925 года. Административный центр — город Гайсин.
Образован 7 марта 1923 года в составе Подольской губернии. В состав округа вошли 14 районов: Бершадский, Дашевский, Грановский, Гайсинский, Зятковский, Красносельский, Ладыжинский, Ольгопольский, Ситковецкий, Соболевский, Тепликский, Терновский, Устянский и Хащеватский
В 1924 году в составе округа был образован Джулинский район, а Красносельский, Устянский и Зятковецкий районы были упразднены.
3 июня 1925 года Гайсинский округ был упразднён. Хащеватский район был передан в состав Первомайского округа Одесской губернии; Грановский, Тепликский и Терновский — в состав Уманского округа Киевской губернии; Дашевский и Ситковецкий — в состав Винницкого округа Подольской губернии; Бершадский, Гайсинский, Джулинский, Ладижинский, Ольгопольский и Соболевский — в состав Тульчинского округа Подольской губернии.